# Violence psychologique
 (février 2025).
Améliorez-le ou discutez des points à vérifier. 
Vous pouvez aider à l'améliorer ou bien discuter des problèmes sur sa page de discussion.
- Certaines informations devraient être mieux reliées aux sources mentionnées dans la bibliographie ou les liens externes. Améliorez sa vérifiabilité en les associant par des références. (Marqué depuis août 2013)
- Il doit être recyclé. La réorganisation et la clarification du contenu sont nécessaires. (Marqué depuis octobre 2015)

 Mise en garde médicale
La violence psychologique, dite aussi violence morale, violence mentale, ou violence émotionnelle, est une forme de violence ou d'abus envers autrui sans qu'une violence physique soit mise en œuvre directement,. Elle se produit dans les situations dans lesquelles des individus importants dont dépendent des personnes les disqualifient, les humilient, les discriminent, les maltraite, les soumettent à leur volonté ou les subordonnent dans différents aspects de leur existence qui affectent leur dignité, leur estime de soi et leur intégrité psychologique et morale, ou la sous-estimation de l'intelligence, ou tout autre comportement pouvant réduire le sentiment d'identité, c'est également une forme de violence domestique et familiale. 
Lorsqu'une relation s'établit entre deux personnes, qu'elle soit horizontale ou verticale où l'une a du pouvoir sur l'autre, une responsabilité émotionnelle commence à exister, où il faut savoir que toute action, intentionnelle ou non, peut générer de la violence émotionnelle.
Des exemples de violence psychologique sont les suivantes : la misère émotionnelle, l'abandon émotionnel, le manque d'empathie, la disqualification, la violence verbale, les insultes, le harcèlement, les menaces, le contrôle excessif, Intimidation, l'extorsion émotionnelle, le blâme, la pression économique, le sarcasme, la coercition, la critique destructrice, le discrédit des liens du sujet (disqualification de son amis, famille ou partenaire), l'isolement émotionnel, le ridicule et tout type de punition autre que physique. 
Ce type d’abus peut rendre une personne phobique ou lui causer une angoisse mentale incalculable. Cela peut se produire de plusieurs manières, notamment : 
- lui causant de la culpabilité et de l'insécurité à l'égard de lui-même et de ses capacités, réduisant son estime de soi, le menaçant d'une certaine forme de violence
- menaçant de l'abandonner ou de le négliger
- mettre à exécution ses menaces d’isolement, de négligence et d’abandon directs ou indirects à long terme

La violence psychologique peut être accompagnée ou non de violence physique, mais lorsqu'il y a violence physique, elle est toujours combinée à une violence psychologique[source insuffisante]. Cette violence peut résulter en un traumatisme psychologique, pouvant inclure anxiété, dépression chronique, ou trouble de stress post-traumatique,. 
La violence psychologique ne concerne pas uniquement des agissements propres aux hommes envers les femmes[réf. nécessaire]. Même si les violences commises par des femmes sont minimes en pourcentages, elles existent et les victimes sont toutes aussi légitimes. Les enfants en sont aussi massivement victimes, au point que des études récentes la considèrent comme « la norme » dans le monde moderne, ; les enfants peuvent subir une violence morale directe mais aussi souffrir d'en être témoins. Enfin, cette violence est également très présente au travail, notamment de la part de « supérieurs » envers leurs « inférieurs », particulièrement sous la forme de harcèlement moral.
Les cliniciens et les chercheurs ont proposé différentes définitions de la violence psychologique[source insuffisante].  Selon les recherches actuelles, les termes « violence psychologique » et « violence émotionnelle » peuvent être utilisés de manière interchangeable, à moins qu'ils ne soient associés à la violence psychologique[source insuffisante].  Plus précisément, la « violence émotionnelle » désigne toute violence de nature émotionnelle plutôt que physique. Elle peut inclure des violences verbales[réf. nécessaire] et des critiques constantes, ainsi que des tactiques plus subtiles comme l'intimidation, humiliation, harcèlement, ou la manipulation...) et le refus de se faire plaisir. Cette violence se produit lorsque quelqu'un utilise des mots ou des actions pour essayer de contrôler l'autre personne, pour lui faire peur ou l'isoler, ou pour essayer de briser l'estime de soi de quelqu'un.

## Signes et comportements
La violence psychologique peut se repérer objectivement à certains types de discours adressés à autrui, ainsi qu'à des comportements visant à contrôler l'autre, et ce en l'absence de toute violence physique avérée.
Dans un article publié en 2011, Wiart isole 15 catégories d'agressions verbales, quasi universelle envers les enfants, fréquentes dans la communication de couple, et également au travail[source insuffisante]. Outre les dénigrements, insultes et menaces, généralement repérées sans difficulté, il peut y avoir chantage, dévalorisation, sape, contradiction, jugements et critiques, accusations et reproches, fausse plaisanterie, blocage et diversion, oubli, retenue, déni, discrédit et silence. Ces trois dernières catégories ont un statut particulier, parce qu'elles sont souvent utilisées en réponse à la protestation de la victime qui se plaint de ne pas avoir été entendue ou d'avoir essuyé une remarque désagréable. Leur utilisation marque la conviction bien ancrée chez l'agresseur d'être dans son bon droit quant au discours qu'il tient à autrui, voire sa volonté explicite de blesser l'autre. Elle illustre aussi le fait que l'agresseur n'a aucune intention de présenter ses excuses et qu'il est incapable d'éprouver de l'empathie par rapport à ce qu'il fait subir à sa victime.
On peut dénombrer dix domaines de contrôle, dans lesquels on assujettit l'autre. On trouve ainsi le contrôle de la liberté de mouvement, des fréquentations, du comportement, des moyens financiers, des goûts, de la pensée, de l'espace sonore, du temps, de l'espace physique et de la communication. Autant certains de ces contrôles sont judicieux et nécessaires dans le cadre de l'éducation des enfants, leur offrant des limites protectrices sur lesquelles s'appuyer pour grandir, autant elles sont d'une justification douteuse entre adultes, censés être à égalité, au sein du couple par exemple. Dans son livre consacré à la violence psychologique en famille, Yvane Wiart[source insuffisante] offre des définitions précises de ces catégories d'agression verbale, assorties de nombreux exemples concrets, et elle détaille les modalités des différents domaines de contrôle d'autrui. Elle présente aussi plusieurs questionnaires permettant de découvrir si l'on est agresseur ou victime au sein du couple, voire les deux, et des solutions pour sortir du cycle infernal de la violence psychologique. Elle rappelle aussi que la violence psychologique est un phénomène transgénérationnel. Cela signifie que la violence que l'on inflige ou celle que l'on subit est à l'image de celle que l'on a soi-même vécue dans son enfance, et que l'on a appris à considérer comme un mode de communication et de réaction normal[source insuffisante]. C'est en ce sens que les recherches sur la violence psychologique à enfant, clairement séparée de la violence physique et sexuelle, sont fondamentales pour tenter d'enrayer le phénomène.

## Agressivité et colère
Agressivité et colère sont souvent confondues. On dira ainsi facilement d'une personne qui se met en colère qu'elle est agressive, même si dans ses propos elle ne s'en prend pas directement à la personne d'autrui, mais se contente de manifester vivement son mécontentement. Il est aussi tout à fait possible d'être agressif sans jamais hausser le ton, ni avoir l'air en colère. Un grand nombre des catégories d'agression verbale listées ci-dessus peuvent s'exprimer dans le plus grand calme, avec même une apparence de neutralité, voire de bienveillance, et c'est entre autres pour cette raison qu'elles sont difficiles à repérer comme éléments de violence psychologique. Le silence qui suit une question ou une remarque en est aussi un bon exemple. Il n'est pas forcément ostentatoire comme dans la bouderie, et peut être facilement masqué par « ah, j'ai pas entendu ! », sans suite. C'est l'absence d'envie de reprendre la conversation qui est caractéristique d'un silence agressif, synonyme de fin de non recevoir.
La colère est importante à ressentir et à exprimer, car elle nous indique que quelque chose dans la situation ne se passe pas bien pour l'individu, et qu'il est judicieux d'y prêter attention. L'exprimer à autrui vise normalement à faire prendre conscience à l'autre que quelque chose ne va pas dans la relation et que c'est important d'y remédier. Cela étant, une bonne partie de l'éducation consiste à apprendre à l'enfant à ne pas exprimer, voire à ne pas ressentir ce type d'émotion, car les protestations de l'enfant confrontent l'adulte à ses propres manquements, son absence, son indisponibilité, son manque d'attention et d'écoute réels. Ceux qui n'ont pas été entendus lors de protestations saines au départ, se réfugient ensuite dans l'agression verbale active ou passive. Soit ils se mettent en colère à la moindre occasion, soit rien ne semble pouvoir les démonter, mais leur hostilité (liée à une accumulation de colère) s'exprime autrement. Ou encore, ils peuvent être persuadés de mériter les attaques, et ils deviennent alors des victimes toutes trouvées.

## Effets
Évoquer la violence psychologique et ses effets fait plutôt penser à un impact psychique, pouvant conduire à une perte d'estime de soi, de motivation et à des troubles dépressifs. Si ces symptômes existent bien sûr et peuvent être graves et handicapants, plus préoccupantes encore et souvent méconnues sont les conséquences de cette violence sur la santé physique. La violence, quelle qu'elle soit, mobilise immédiatement les mécanismes du stress chez la personne agressée. Ce stress physique implique une réaction du système cardio-vasculaire, ainsi que du système immunitaire, et si d'aigu ou ponctuel il devient chronique, car la personne demeure dans une situation de violence qu'elle ne fuit pas, les conséquences à moyen et long terme sont très lourdes pour l'organisme.
Ces mécanismes ont été mis en évidence d'abord par Hans Selye (1962), créateur du concept de stress, puis par quantité d'autres chercheurs, finissant par aboutir à la notion de charge allostatique présentée comme étant à l'origine du déclenchement des maladies. Une branche relativement récente de la recherche internationale sur les relations entre psychisme et maladie s'appelle la psycho-neuro-immunologie, et elle s'intéresse en particulier au cancer.
L'agresseur n'échappe pas non plus à la mobilisation de ses mécanismes du stress, même si son agressivité lui fournit souvent une échappatoire lui permettant de décharger la tension accumulée. C'est ce qu'Henri Laborit a montré avec ses expériences sur les rats qui stressés, finissent malades s'ils sont seuls en cage, alors qu'en présence d'un congénère qu'ils peuvent attaquer, leur santé physique est préservée. Ces mécanismes sont rappelés et détaillés concrètement dans Wiart (2011a).

## Chez les enfants

### Approche
En 1983, s'est tenue aux États-Unis la première conférence internationale dédiée à la violence psychologique envers les enfants. Elle a rassemblé des chercheurs et des professionnels de l'aide à l'enfance venus de 8 pays, qui ont travaillé à une définition de ce type de violence permettant de l'évaluer précisément dans un objectif d'étude, d'information et de prévention. La définition et les types d'atteintes proposés dans ce cadre sont d'ordre plus général que les catégories d'agression verbale et les domaines de contrôle présentés plus haut. Ces deux niveaux se complètent, l'approche détaillée permettant une prise de conscience concrète au quotidien du type d'interaction que l'on entretient avec les adultes ou les enfants de son environnement proche. C'est à ce niveau que chacun peut agir, s'il le souhaite, une fois perçu l'impact d'une violence psychologique non repérée comme telle, impact démontré par la recherche.
En 1995, l’APSAC (American Professional Society on the Abuse of Children) définit les mauvais traitements psychologiques (ou encore appelés « violence psychique » ou « violence morale ») comme constitués de comportements répétés de la part d’un parent, ou d'un incident extrême, qui font comprendre à l'enfant qu'il ne vaut rien, qu'il n'est pas normal, qu'il n'est pas aimé, que l'on ne veut pas de lui, qu'il est en danger ou que sa seule valeur réside dans la satisfaction par lui des désirs des autres. Sur la base de diverses théories du développement et de l'éducation, dont les travaux d'Abraham Maslow, les mauvais traitements psychologiques apparaissent comme une atteinte directe aux besoins fondamentaux d'estime de soi, d'amour et d'appartenance, de sécurité et d'équilibre physiologique de l'individu. Le recours au rejet, à la terreur, à l'isolement, à la corruption, à l'exploitation de l'enfant et au refus de réponse affective constituent les principales catégories de violence psychique repérées par l'APSAC, auxquelles on peut ajouter les négligences sur le plan de la santé ou de l'éducation.
Le rejet s'exprime par le fait de rabaisser l'enfant, de dévaloriser sa personne et ses actes, par le fait de lui faire honte ou de tourner en ridicule ses manifestations normales d'affection, de chagrin ou de peur. Terroriser l'enfant consiste à le menacer ou à avoir des comportements pouvant induire de blesser, tuer, abandonner ou placer l'enfant - des personnes qu'il aime ou des objets auxquels il tient - dans des situations objectivement dangereuses. Isoler l'enfant revient à l'empêcher de satisfaire ses besoins d'interaction et de communication avec autrui, pairs ou adultes, à l'intérieur ou à l'extérieur du foyer. Exploiter/corrompre l'enfant consiste à l'encourager à développer des conduites inappropriées, auto-destructrices, antisociales, criminelles, déviantes ou inadaptées. Cela inclut aussi de l'inciter à adopter des comportements inappropriés à son bon développement, tels que l'inversion de rôles où c'est lui qui prend soin du parent, devant satisfaire ses besoins ou ses rêves non réalisés, ou encore l'infantilisation où il est, cette fois, empêché de grandir car cela déstabilise trop le parent. Cela consiste encore à encourager ou à contraindre l'enfant à abandonner son besoin d'autonomie par une implication excessive, l'intrusion ou la domination, par lesquelles ses opinions, ses sentiments et ses souhaits ne sont pas pris en compte, et sa vie complètement dirigée par le parent. Cela consiste enfin à interférer avec son développement cognitif, par hyperstimulation par exemple, ou au contraire à lui imposer des restrictions d'apprentissage.
Le refus de réponse affective se manifeste par le mépris des tentatives de l'enfant dans son besoin d'interagir avec le parent sur le plan affectif, par le manque d'expression d'affection, de souci et d'amour envers lui, et par l'absence de manifestations émotionnelles. Il se concrétise par un certain détachement et un manque d'implication, limitant les interactions au strict nécessaire, de manière objective et concrète. Les négligences médicales et éducatives correspondent à l'absence ou au refus de soins physiques ou psychiques, et de scolarisation de l'enfant,. L'étude française coordonnée par Coslin et Tison a mis en évidence que les professionnels intervenant dans le cadre de l'enfance en danger, c'est-à-dire des psychologues, des médecins, des travailleurs sociaux, des écoutants de centre d'appel, des enseignants de primaire et des gendarmes, reconnaissent mal ce qui est du ressort de la violence psychologique, et ne sont donc guère à même de la dépister. Il semble qu'il y ait donc encore beaucoup à faire en France pour une prise de conscience à la fois de l'importance du phénomène et de ses conséquences néfastes, ce qui est aussi révélé par les vives réactions suscitées dès que l'on tente de remettre en cause la gifle ou la fessée éducatives, ce qui entre en réalité dans le cadre de la violence physique.

### Impacts
La violence psychologique vécue au sein de la famille est à l'origine des nombreuses séquelles qui peuvent se manifester dès l'enfance et l'adolescence ou n'apparaître qu'à l'âge adulte. Elle induit des troubles relationnels et comportementaux, une faible estime de soi, des affects dépressifs, des comportements d'addiction, de l'agressivité, des difficultés de concentration et d'apprentissage, etc. Dès les années cinquante (1950), John Bowlby a attiré l'attention sur l'impact insoupçonné du défaut d'attention aux besoins d'attachement de l'enfant, dans son rapport pour l'OMS intitulé « Carence de soins maternels et santé mentale ». Il a ensuite insisté, au long de sa carrière de psychiatre et de psychanalyste, sur l'importance de la prise de conscience de la réalité de la violence familiale, dans l'enfance et l'adolescence, pour la compréhension des troubles affectifs liés au développement de la personnalité. Dans cette perspective, on peut aussi se référer aux ouvrages d'Alice Miller ou de Karen Horney.
Sur le plan physique, des liens ont été établis entre violence psychologique et problèmes respiratoires (asthme, allergies) et les affections se rapportant à une mobilisation chronique des mécanismes de réaction au stress (problèmes cardio-vasculaires, hypertension, cancer). Les travaux rapportés par l'APSAC soulignent que c'est l'absence de réaction émotionnelle aux sollicitations de l'enfant qui induit les traumatismes les plus importants tant sur le plan physique que psychique, et ils soulignent leur impact à très long terme. Ces violences sont soit par commission, c'est-à-dire que l'on tient des propos négatifs à l'enfant, on lui fait honte, soit par omission, c'est-à-dire que l'on s'abstient de lui apporter le soutien affectif dont il a besoin, on le tient à distance, on ne le complimente pas, etc..
L'importance des répercussions de la violence psychologique à enfant est détaillée sur le site gouvernemental américain de veille sanitaire (Centers for Disease Control and Prevention, CDC), avec en particulier le détail de l'influence néfaste sur le développement du cerveau et de ses mécanismes de régulation des fonctions corporelles, conduisant à terme à la maladie. Ce même type d'information se retrouve dans un guide de l'OMS visant à informer la communauté internationale de l'enjeu, afin de mobiliser la recherche et d'introduire des politiques de prévention. On peut encore citer l'étude ACE (Adverse Childhood Experiences)[réf. nécessaire]. Une partie des recherches engagées dans le domaine se résume sous l'appellation « neurobiologie développementale » qui étudie les conditions de développement du cerveau, les influences positives et négatives, et les effets à long terme sur la santé.

## Conséquences
Les conséquences peuvent être des sentiments d'humiliation, de honte ou de culpabilité, de dépression, de faible estime de soi, d'instabilité du sommeil avec des cauchemars, d'automutilation, de dépendance émotionnelle extrême, d'anorexie, de boulimie et de toxicomanie. Cela peut même conduire à des tentatives de suicide.
Dans le cas des enfants, la maltraitance des enfants se produit parce que les adultes importants dont dépend l'enfant, c'est-à-dire leurs parents, enseignants, professeurs ou tuteurs, n'établissent pas de lien positif qui stimule l'enfant et lui procure un bien-être émotionnel et psychologique. L'enfant maltraité souffre de négligence de la part de ces figures adultes qui ne le protègent pas et ne le stimulent pas adéquatement ou ne répondent pas à ses besoins émotionnels et psychologiques. Les conséquences peuvent être un retard de maturation, des accidents fréquents, des troubles d'apprentissage, des troubles psychosomatiques et une dépression.

## Droit

### Au Canada

#### Droit pénal canadien
La notion de « violence psychologique » n'est pas spécifiquement incluse au Code criminel canadien. Toutefois, il existe des infractions pénales d'intimidation (art. 423 C.cr.), de harcèlement criminel (art. 264 C.cr.), de proférer des menaces (art. 264.1 C.cr.) et d'incitation à la haine (art. 319 C.cr.). Chacune de ces infractions a des critères précis et l'application des critères va dépendre du contexte factuel en cause.
On peut relever en outre que les mauvais traitements à l'égard d'un partenaire intime ou d'une personne âgée de moins de 18 ans constituent une circonstance aggravante dans les principes de détermination de la peine.

#### Droit civil québécois
En droit civil québécois, la violence psychologique peut être soit une faute (qualifiée en fonction des faits de harcèlement, d'intimidation, de diffamation ou de menaces, etc.), soit un préjudice moral (ou préjudice psychologique) qui résulte d'une faute. Dans le régime général de responsabilité civile de l'article 1457 du Code civil du Québec, établir la responsabilité civile nécessite de prouver la faute, le préjudice et le lien de causalité entre ces deux éléments.

#### Common law canadienne
En common law canadienne, l'infliction intentionnelle d'un trouble émotionnel est un délit civil reconnu par la jurisprudence et la doctrine des auteurs Linden, Klar et Feldhausen. Plusieurs autres délits civils sont susceptibles d'occasionner des préjudices psychologiques, y compris le délit civil de voie de fait, le délit civil de négligence et le délit civil de diffamation.

### En France
Le droit français définit la violence psychologique en « des actes répétés, qui peuvent être constitués de paroles et/ou d’autres agissements, d’une dégradation des conditions de vie entraînant une altération de la santé physique ou mentale. » La loi a été votée dans le cadre de la répression des violences au sein du couple, et concerne « les violences exercées au sein du couple ou par un ancien conjoint, un ancien partenaire lié par un pacte civil de solidarité ou un ancien concubin ».

### En Suisse
Une motion déposée en 2019 a pour objectif d'inscrire dans le code civil le droit à une éducation sans violence. Cela incluerait les châtiments corporels, les violences psychologiques et le rabaissement. La motion a été adoptée en 2021 par le conseil national et doit être traitée par le Conseil des États.

## Source
- Bowlby J. (1978). Attachement et perte (Vol. 2). La séparation : angoisse et colère (Trad., Attachment and loss 2, Separation anxiety and anger, 1978). Paris, PUF.
- Bowlby J. (2011). Le lien, la psychanalyse et l'art d'être parents (Trad., A secure base, 1988). Paris, Albin Michel.
- Bowlby J. (2014). Amour et rupture : Les destins du lien affectif (Trad., The making and breaking of affectional bonds, 1979). Paris, Albin Michel.
- Coslin P.G. & Tison B. (Eds) (2010). Les professionnels face à l’enfance en danger : Lorsque la méconnaissance fait mal. Issy-les-Moulineaux, Elsevier Masson.
- Hart, S. N., Binggeli, N. J., & Brassard M.R. (1998). Evidence for the effects of psychological maltreatment. Journal of Emotional Abuse, 1 (1), 27–58.
- Horney K. (1953). L’auto-analyse. Paris, Stock.
- Horney K. (1965). Neurosis and human growth. : The struggle toward self-realization. London, Routledge.
- McEwen B. (2002). The End of Stress As We Know It. Washington, Joseph Henry Press.
- Miller A. (1983). Le Drame de l’enfant doué : À la recherche du vrai soi. Paris, PUF.
- Miller A. (1984). C’est pour ton bien : Racines de la violence dans l’éducation de l’enfant. Paris, Aubier.
- Miller A. (1986). L’Enfant sous terreur : L’ignorance de l’adulte et son prix. Paris, Aubier.
- Miller A. (1996). L’Avenir du drame de l’enfant doué : Les options de l’adulte. Paris, PUF.
- Myers J.E.B. (2002). The APSAC handbook on child maltreatment. Thousand Oaks, Sage Publications.
- Sapolsky R.M. (1994). Why zebras don’t get ulcers : A guide to stress, stress-related diseases, and coping. New York, W.H. Freeman.
- Schore A.N. (2003). Affect dysregulation & disorders of the self. New York, Norton.
- Schore A.N. (2003). Affect regulation & the repair of the self. New York, Norton.
- Selye H. (1962). Le stress de la vie. Le problème de l'adaptation. Paris, Gallimard.
- Siegel D.J. (2002). The developing mind : Toward a neurobiology of interpersonal experience. New York, Guilford Press.
- Szalavitz M. and Perry B.D (2010). Born for Love : why empathy is essential - and endangered. New York, Harper Collins Publishers.
- Timiras P. (2004). Stress, adaptation, longévité. Paris, Economica.
- Wiart Y. (2005). Stress ? Peut-on et doit-on chercher à y échapper à tout prix ? Perspectives Psy, 44(5), p. 406-410.
- Wiart Y. (2011a). Petites violences ordinaires : La violence psychologique en famille. Paris, Courrier du livre.
- Wiart Y. (2011b). L'attachement, un instinct oublié. Paris, Albin Michel.
- Wiart Y. (2014). Stress et cancer : Quand notre attachement nous joue des tours. Bruxelles, De Boeck.